# MF Ghost
MF Ghost (MFゴースト MF Gōsuto?) es una serie de manga y anime japonesa escrita e ilustrada por Shūichi Shigeno, siendo la secuela espiritual del manga anterior Initial D. Ha sido serializada por la revista Young Magazine de la editorial Kōdansha desde el 4 de septiembre de 2017, con capítulos recogidos en volúmenes tankōbon desde septiembre de 2021. A partir de enero de 2019, el manga tuvo más de un millón de copias en circulación. Una adaptación televisiva de la serie de anime de Felix Film se emitió de octubre a diciembre de 2023; una segunda temporada se emitió de octubre a diciembre de 2024; Una tercera temporada se estrenará en 2026.

## Argumento
La serie tiene lugar en la década de 2020, donde los autos eléctricos autónomos han reemplazado a los de combustión interna. Sin embargo, en Japón, hay una gran organización llamada MFG, fundada por Ryosuke Takahashi (de la serie Initial D), que hace carreras callejeras con autos de combustión interna.
Un nuevo corredor novato, Kanata Livington (カナタ・リヴィントン Kanata Rivu~inton?) conocido con el seudónimo Kanata Katagiri (片桐 夏向 Katagiri Kanata?), un joven japonés-británico de 19 años, ha aparecido en escena conduciendo un Toyota GT86, y superando a los coches europeos de primer nivel, como el Lamborghini Huracán LP 610-4, Ferrari 488 GTB, Lotus Exige, Alfa Romeo 4C, Lexus LC500 y Porsche 911 Carrera. Kanata ha sido entrenado por el legendario corredor de rallies y de descenso Takumi Fujiwara (protagonista de la serie Initial D) en la Royal Donington Racing School en el Reino Unido y es campeón mundial de Fórmula 4. Solo tiene un motivo: encontrar a su padre desaparecido hace mucho tiempo.

## Personajes

### Principales
Kanata Katagiri (片桐 夏向 Katagiri Kanata?) / Kanata Livington (カナタ・リヴィントン Kanata Rivu~inton?)
Seiyū: Yūma Uchida
El protagonista principal de la historia y un corredor de autos novato que vino a Japón desde el Reino Unido para encontrar a su padre perdido. Su madre es británica, mientras que su padre es japonés. Se graduó de Royal Donington Park Racing School, una famosa y prestigiosa escuela de carreras en el Reino Unido. Su automóvil es un Toyota GT86 2017, anteriormente propiedad de Ogata.
Ren Saionji (西園寺 恋 Saionji Ren?)
Seiyū: Ayane Sakura
La hija de la familia Saionji. Sus padres eran buenos amigos de los padres de Kanata, lo que lleva a Kanata a mudarse con su familia cuando llega solo a Japón. Ren instantáneamente se siente positivo hacia Kanata como su interés amoroso y se ofrece a ayudarlo con su objetivo de encontrar a su padre perdido. Ren tiene un trabajo de medio tiempo como ángel de MF Ghost.
Shun Aiba (相葉 瞬 Aiba Shun?)
Seiyū: Daisuke Ono
Un corredor hábil que participa en MF Ghost. Es un exalumno de quien clasificó a la "Academia Cero" de Ryuji Ikeda y es popular no solo en Japón, sino también en el extranjero por su estilo de conducción agresivo, su personalidad apasionada y también por su actitud mental desigual, como sobrecalentarse y juzgar mal el desgaste de los neumáticos. Él tiene un Nissan GT-R Nismo 2017, pero en la segunda ronda lo cambió a un modelo de 2019. Es parte del Divino Quince y ocupó el noveno lugar en el año 3 y el sexto en el año 4 (Ronda 3).
Ogata (緒方?)
Seiyū: Tasuku Hatanaka
Un mecánico de automóviles que dirige un taller de carrocería llamado Ogata Cars (緒方自動車 Ogata jidōsha?). Tiene una antigua relación con la familia Saionji y también es amigo de Aiba. En el pasado, era un excorredor y ha corrido en la MF Ghost, pero después de una desastrosa derrota en la ronda de clasificación y para mantener a su padre (que está internado en el hospital), y pagar las deudas del taller de carrocería, comienza concentrarse en ser mecánico, ya que es más su área de habilidad que las carreras. A Ogata le encantan los coches de combustión interna y considera a los coches eléctricos como basura. Se desconoce su nombre completo.

### Divino Quince
El Divino Quince es un apodo que se le da a los 15 mejores corredores que pasan de los clasificados iniciales a la carrera principal.
Kazuhiro Maezono (前園 和宏 Maezono Kazuhiro?)
Seiyū: Takumu Miyazono
Un corredor del "Divino Quince" que participa en el MF Ghost durante las dos primeras rondas. Sus automóviles son un Honda Civic Type R FK8 (primera ronda) y un Honda NSX Concept NC1 (segunda ronda), este último con un sistema de recuperación de energía cinética que se eliminó y se convirtió en el automóvil con potencial extremo con un motor trasero liviano y central. tracción total, pero tuvo problemas con la configuración de la computadora y no pudo lograr los resultados que quería. En la primera ronda, estuvo a merced de las técnicas de los hermanos Yajikita y Kanata, y también sufrió el desgaste de los neumáticos delanteros de los coches FF de alta potencia, y acabó en último lugar. Después de eso, volvió al NSX y su equipo continuó haciendo ajustes al coche y logró dejarlo en perfectas condiciones antes de la segunda ronda para dejarlo capaz de competir con los mejores clasificados.
Daigo Ōishi (大石 代吾 Ōishi Daigo?)
Seiyū: Daisuke Namikawa
Un corredor perteneciente a los "Divino Quince" que participa en MF Ghost. Nació siendo hijo de una familia adinerada que es un supremacista de los Lamborghini. Daigo lucha mucho con el equilibrio entre potencia y agarre debido a la regulación de la relación agarre-peso. Debido al poder financiero de su familia, algunos conductores como Shun no le agradan. Cree que su Lamborghini Huracán LP 610-4 2017, con su motor NA de gran cilindrada, es el rey de los supercoches y tiene un odio hacia a Akabane. Ocupó el tercer lugar en el año 3 y el décimo en el año 4 (Ronda 3).
Kaito Akabane (赤羽海人 Akabane Kaito?)
Seiyū: Jun'ichi Suwabe
Un corredor perteneciente a los "Divino Quince" que conduce un Ferrari 488 GTB 2015 y es muy apreciable por los corredores profesionales. En la ronda de clasificación de Odawara Pikes Peak, tuvo problemas con su auto y perdió el ritmo, pero después de establecer una nueva marca personal en el Sector 3, comienza a darse cuenta del verdadero significado detrás de las regulaciones de MF Ghost. No es exigente con ningún modelo de automóvil o fabricante en particular y por otro lado, tiene una rivalidad con Daigo.
Fujin Ishigami (石神 風神 Ishigami Fujin?)
Seiyū: Hiroki Yasumoto
Un corredor de los "Divino Quince" que participa en MF Ghost y un campeón que ha ganado por dos años seguidos. Su automóvil es un Porsche 911 GT3 2019, esto porque "es menos probable que los coches RR tengan problemas de neumáticos debido a la relación agarre y peso". Sin embargo, fue duramente criticado por Beckenbauer, quien dijo que era un "viejo" y que su conducción olía a envejecimiento.
Emile Hänninen (エミール・フュニネン Emiiru Fuyuninen?) / E. Hänninen (E・フュニネン Eru. Fuyuninen?)
Seiyū: Kenta Miyake
Ex piloto de automovilismo que participa en MF Ghost por su estilo de conducción alocada, cuyo automóvil es un Lexus LC500 2018. Se desconoce si es o no originario de Finlandia.
Sena Moroboshi (諸星 瀬名 Moroboshi Sena?)
Seiyū: Taku Yashiro
Un corredor que participa en MF Ghost y miembro de los "Divino Quince" que conduce un Toyota GR Supra A90 2019. Fue un exmiembro del "Dream Project", un programa de formación de conductores establecido por Keisuke Takahashi. Se llama a sí mismo el "Skywalker de las montañas Jomo" porque rompió tiempos récord en las montañas Akagi, Myogi y Akina, y aprecia su "Orgullo Gunma", el orgullo de la gente de la prefectura de Gunma.
Michael Beckenbauer (ミハイル・ベッケンバウアー Maikeru Bekkenbauwā?)
Seiyū: Hiroshi Kamiya
Un corredor y prodigio originario de Alemania, graduado en la Porsche Motorsport Academy que participa en MF Ghost que conduce un Porsche 718 Cayman S. A pesar de todo esto, no está satisfecho con el nivel de MF Ghost, afirmando que "no son más que aficionados y antiguos", por lo que no tiene ningún interés en el evento y desea regresar a su tierra natal después del segundo año. Sin embargo, su forma de pensar comienza a cambiar después de la Ronda 3 cuando se siente confundido por una sensación de "estúpida sensación de logro al ganar en MF Ghost" después de luchar con Kanata y Kōki Sawatari.
Nozomi Kitahara (北原 望 Kitahara Nozomi?)
Seiyū: Yū Serizawa
Una corredora de los "Divino Quince" que conduce un Alfa Romeo 4C 2014. Aunque no comparten el mismo apellido, ella es la hermana consanguínea de Kakeru y juntos son conocidos como los "Hermanos Yajikita". Nozomi se enamora de Kanata a primera vista y coquetea con él de forma más agresiva que Ren, lo que provoca que su hermano le dijera que no debería babear por todos los chicos que conoce. Durante la carrera, prefiere competir en igualdad de condiciones, empujando el GT86 de Kanata (que es menos potente que su 4C) en su estela.
Kakeru Yashio (八潮 翔 Yashio Kakeru?)
Seiyū: Kōsuke Tanabe
Un corredor de los "Divino Quince" que conduce un Lotus Exige y el hermano consanguíneo de Nozomi, ya que juntos se especializan en conducción en formación. A diferencia de su hermana, Kakeru ha estado prestando atención a Kanata desde la primera ronda porque no le gusta el hecho de que su hermana esté tan apegada a él. Sin embargo, él también es un hombre de dinero, y está casi convencido por la teoría de Nozomi de que ella debería casarse con Kanata y los tres deberían ganar dinero juntos como los "Tres hermanos Yajikita".
Jackson Taylor (ジャクソン・テイラー Jakuson Teirā?)
Seiyū: Yūichi Nakamura
Un corredor procedente de Nueva Zelanda que participa en el MF Ghost y conduce un Porsche 911 Carrera GTS. En la última vuelta de la primera ronda, él y Kanata tuvieron una feroz batalla desde el sector 3, pero Taylor perdió la batalla de frenado en la última curva y terminó en el décimo lugar. Esto lo llevó a comentar: "Si tal monstruo consigue un auto aún más competitivo, cambiará la estructura de poder de MF Ghost" y luego estrechó la mano de Kanata después de la ceremonia de premiación para elogiarlo.
Kōki Sawatari (沢渡 光輝 Sawatari Kōki?)
Seiyū: Ryōta Ōsaka
Un corredor de MF Ghost que posee un Alpine A110 2017 y un don excepcional que ha estudiado carreras en Francia. Siendo narcisista que ama a las mujeres, afirma que tiene "complejo de diecisiete" porque su primer amor fue cuando tenía 17 años, y que ahora sólo le interesan las chicas de diecisiete años. Tiene poca pasión o ambición por las carreras y considera que gastar el dinero del premio con chicas menores de edad es su propósito en la vida. Sin embargo, demostró su alto nivel de habilidad al conseguir el primer puesto provisional en la ronda de clasificación con su ineficiente A110.

### Ángeles de MF Ghost
Los ángeles de MF Ghost son chicas contratadas como soporte y publicidad de MF Ghost. Los ángeles tienden a sostener los tableros de cuenta regresiva, realizan actividades promocionales y agregan una capa de interés al evento. Los corredores que colocan el podio también reciben un beso en la mejilla de uno de los ángeles de su elección. Todos usan el mismo uniforme que consiste en una camiseta deportiva corta naranja con alas blancas y un logotipo amarillo en el frente, ropa interior blanca, guantes largos naranjas, botas naranjas y una gargantilla blanca con un corazón amarillo en el frente. Hay feeds de drones dedicados a la visualización de los ángeles junto con los feeds que transmiten las carreras. Actualmente hay 8 ángeles.
Mami Satō (佐藤 真美 Satō Mami?)
Seiyū: Coco Hayashi
Una ángel de MF Ghost. Siente una obsesión hacia Kanata, después de la segunda carrera, en la que se acerca y le da un papel con su dirección de correo electrónico, antes de que este último perdiera el papel debido al viento.
Kyōko Kurihara (栗原 京子 Kurihara Kyoko?)
Seiyū: Tomoko Iida
Una ángel de MF Ghost soltera y que tiene una personalidad de hermana mayor y le da consejos a Ren sobre su trabajo. El perfil de Kyoko en el sitio web de MFG Angel dice que tiene 24 años, pero también tenía 24 en el último torneo, por lo que se cree que su edad real es aún mayor.
Moe Hamazaki (浜崎 萌絵 Hamazaki Moe?)
Una miembro de los ángeles de MF Ghost y la más popular votada por su encanto mediante los fanáticos, pero parece que su verdadera personalidad es la opuesta y Kyōko le dice en secreto: "Si hubiera una clasificación de malas personalidades, serías la número uno allí también".
Marie Sawamura (沢村 まりえ Sawamura Marī?)
Una de los ángeles de MF Ghost. Se explica que durante la segunda ronda, revela que recientemente rompió con su novio y que ya quiere uno nuevo, a lo que Kyōko comenta que tiene "una verdadera adicción". Marie no tiene ninguna amistad.

### Otros personajes
Yōji Tanaka (田中 耀司 Tanaka Yōji?)
Seiyū: Tatsuki Kobe
El comentarista de MFG que transmite a través de su canal de streaming. Suele brindarles información sobre lo que pasa en las carreras y en las farándulas.
Ryōsuke Takahashi (高橋 涼介 Takahashi Ryōsuke?)
Seiyū: Takehito Koyasu
El antiguo corredor y exlíder del equipo de automovilismo callejero Red Suns, actualmente fundador de la división MF Ghost y ex personaje de la serie Initial D.

## Medios

### Manga
MF Ghost está escrito e ilustrado por Shuichi Shigeno. El manga comenzó en la revista Young Magazine de la editorial Kōdansha el 4 de septiembre de 2017. La serie está conectada al manga Initial D, el trabajo previo de Shigeno. En octubre de 2018, Shigeno declaró que el manga está terminado en 1/5. Kōdansha ha compilado sus capítulos en volúmenes de tankōbon individuales. El primer volumen se publicó el 5 de enero de 2018. Hasta el 6 de junio de 2025, se han publicado veintitrés volúmenes.
Kodansha USA y Comixology anunciaron que a partir del 11 de enero de 2022, el manga se publicaría en formato digital.

#### Lista de volúmenes
| N.º | Fecha de lanzamiento    | ISBN original                                                    |
| --- | ----------------------- | ---------------------------------------------------------------- |
| 1   | 5 de enero de 2018      | ISBN 978-4-06-510707-2                                           |
| 2   | 7 de mayo de 2018       | ISBN 978-4-06-511451-3                                           |
| 3   | 6 de septiembre de 2018 | ISBN 978-4-06-512819-0 ISBN 978-4-06-513567-9 (Edición limitada) |
| 4   | 4 de enero de 2019      | ISBN 978-4-06-514160-1 ISBN 978-4-06-514770-2 (Edición limitada) |
| 5   | 7 de mayo de 2019       | ISBN 978-4-06-515459-5 ISBN 978-4-06-515460-1 (Edición limitada) |
| 6   | 6 de septiembre de 2019 | ISBN 978-4-06-516937-7 ISBN 978-4-06-516990-2 (Edición limitada) |
| 7   | 6 de enero de 2020      | ISBN 978-4-06-515420-5                                           |
| 8   | 7 de mayo de 2020       | ISBN 978-4-06-519539-0 ISBN 978-4-06-519540-6 (Edición limitada) |
| 9   | 4 de septiembre de 2020 | ISBN 978-4-06-520686-7                                           |
| 10  | 6 de enero de 2021      | ISBN 978-4-06-522013-9                                           |
| 11  | 6 de mayo de 2021       | ISBN 978-4-06-518157-7                                           |
| 12  | 6 de septiembre de 2021 | ISBN 978-4-06-524746-4                                           |
| 13  | 6 de enero de 2022      | ISBN 978-4-06-526477-5                                           |
| 14  | 6 de mayo de 2022       | ISBN 978-4-06-527778-2                                           |
| 15  | 6 de septiembre de 2022 | ISBN 978-4-06-529070-5                                           |
| 16  | 6 de febrero de 2023    | ISBN 978-4-06-530383-2                                           |
| 17  | 6 de junio de 2023      | ISBN 978-4-06-532029-7                                           |
| 18  | 5 de octubre de 2023    | ISBN 978-4-06-533370-9                                           |
| 19  | 6 de febrero de 2024    | ISBN 978-4-06-534599-3                                           |
| 20  | 6 de junio de 2024      | ISBN 978-4-06-535826-9                                           |
| 21  | 4 de octubre de 2024    | ISBN 978-4-06-537260-9                                           |
| 22  | 6 de febrero de 2025    | ISBN 978-4-06-538461-9                                           |
| 23  | 6 de junio de 2025      | ISBN 978-4-06-540180-4                                           |

### Anime
Una adaptación al anime ha sido anunciada el 4 de enero de 2022. Está producida por el estudio Felix Film y dirigida por Tomohito Naka, con Kenichi Yamashita supervisando los guiones coescritos por Akihiko Inari, Naoyuki Onda diseñando los personajes y Akio Dobashi componiendo la banda sonora. Yū Serizawa y Motsu interpretan el tema de apertura "Jungle Fire", mientras que Himika Akaneya interpreta el tema de cierre "Stereo Sunset". Su estreno se lanzó en octubre de 2023 y Medialink obtuvo la licencia de la serie en el sur y sureste de Asia, mientras que Crunchyroll obtuvo la licencia de la serie fuera de Asia en todo el mundo.
Tras el final del duodécimo episodio, se anunció una segunda temporada, que se emitió del 7 de octubre al 23 de diciembre de 2024.
Se ha anunciado una tercera temporada. Su estreno está previsto para 2026.

## Recepción
En enero de 2019, el manga tenía más de un millón de copias en circulación. En enero de 2022, el manga tenía más de 3,2 millones de copias en circulación. Un año después en ese mismo mes, el manga ya alcanzó más de 4 millones de copias en circulación.